# Romssa Arena
Die Romssa Arena (bis März 2023 Alfheim-Stadion) ist ein Fußballstadion in der nordnorwegischen Stadt Tromsø in der Provinz Troms. Der Fußballclub Tromsø IL trifft hier auf seine Gegner.

## Geschichte

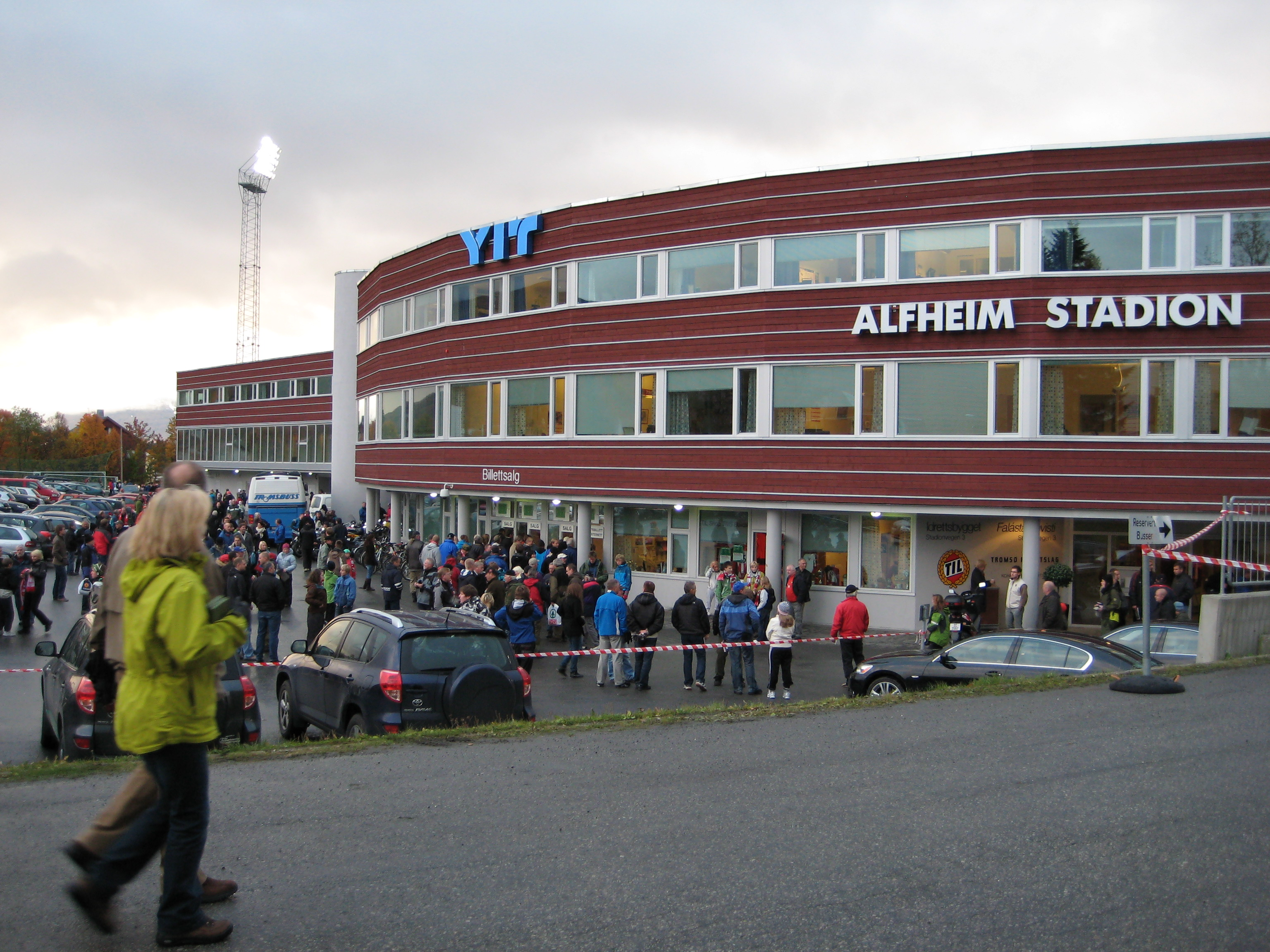
Die Fassade des Stadions (September 2007)

Da Tromsø und das 1987 eröffnete Alfheim-Stadion nördlich des Polarkreises liegt, ist seit 2006 ein beheizbarer Kunstrasen verlegt. Die Anlage bietet gegenwärtig 6691 Plätze. Der Besucherrekord stammt von 1990; als Tromsø IL im Viertelfinale des norwegischen Pokals vor 10.225 Zuschauern auf Rosenborg Trondheim traf. Eine Flutlichtanlage mit 1400 Lux erleuchtet das Spielfeld.
Im Stadion gibt es u. a. ein Clubhaus; 26 V.I.P.-Logen; die Geschäftsstelle des Vereins; Kioske, Restaurants; Fanshop; Büro- und Konferenzräume. Es gibt Pläne das Stadion an den Hintertortribünen zu erweitern. Zuerst würde die Südtribüne erweitert; danach an der offenen Nordseite ein Zuschauerrang gebaut.
Am 29. März 2023 wurde das Energieversorgungsunternehmen Troms Kraft AS Namenssponsor des Alfheim-Stadions. Die Anlage trägt fortan den Namen Romssa Arena. Dies ist der nordsamische Name für Tromsøs Arena. Die Vereinbarung geht über fünf Jahre. Das Unternehmen zahlt dafür 12,5 Mio. Norwegische Kronen (rund 1,11 Mio. Euro). Mit der Umbenennung soll die samische Sprache und Kultur sichtbarer gemacht werden. Tromsø ist die größte Stadt in Nord-Norge (deutsch Nordnorwegen) und die Gemeinde des Landes mit den meisten Einwohnern, die im Wählerverzeichnis des samischen Parlaments eingetragen sind.